# Mike Resnick
Michael Diamond Resnick (/ˈrɛznɪk/, 5 de març de 1942 - 9 de gener de 2020) va ser un escriptor estatunidenc de ciència-ficció. Va guanyar cinc premis Hugo i va ser redactor executiu de Jim Baen's Universe.

## Biografia
Resnick va néixer a Chicago i es va graduar a la Highland Park High School (classe de 1959) de Highland Park, Illinois. Va assistir a la Universitat de Chicago des de 1959 fins a 1961 i hi va conèixer la seva futura esposa, Carol L. Cain. La parella es va casar el 1961. Als anys seixanta i principis dels setanta, Resnick va escriure més de 200 novel·les «adultes» sota diversos pseudònims i va editar tres revistes masculines i set tabloides. Durant més d'una dècada va escriure una columna setmanal sobre curses de cavalls i una columna mensual sobre els collies de pura raça, que criaven ell i la seva dona. La seva dona també és escriptora i, segons la seva biografia, col·laboradora no acreditada en bona part de la seva ciència-ficció i coautora de dos guions de pel·lícules que van vendre, basats en les seves novel·les Santiago i The Widowmaker. També va crear vestits amb els quals ella i Mike van aparèixer en cinc Worldcon durant els anys setanta, guanyant-hi quatre de cinc concursos. La seva filla Laura Resnick és una premiada autora de ciència-ficció i fantasia. Resnick va morir el 9 de gener de 2020.
Els articles de Resnick es troben a la Biblioteca de Col·leccions Especials de la Universitat del Sud de Florida a Tampa. El 2012 va ser el convidat d'honor a la 70a Convenció Mundial de Ciència-Ficció de Chicago.

## Obra i temes
Es poden distingir dues tendències notables en la majoria de l'obra de ciència-ficció de Resnick. La primera és el seu amor a la faula i la llegenda. Moltes de les seves històries presenten personatges exuberants amb noms extravagants, com The Widowmaker, Lucifer Jones, The Forever Kid, Catastrophe Baker i les llegendàries aventures que emprenen. Resnick també estava interessat en la formació de la història i la llegenda, i de vegades incloïa els bards com a personatges. El llibre The Outpost tracta majoritàriament aquests temes, ja que inclou una història explicada des de múltiples perspectives i un bard que pretén obertament exagerar i editar els seus relats per fer-los més interessants. Els llibres de Resnick en aquesta línia tenen alguna semblança amb els westerns, però són clarament de ciència-ficció. L'altre tema principal de l'obra de Resnick és Àfrica, sobretot la història dels kikuyus de Kenya i la seva cultura, el colonialisme i les seves conseqüències i el tradicionalisme; Resnick va visitar Kenya sovint s'hi va inspirar. Algunes de les seves històries de ciència-ficció són al·legories de la història i la política de Kenya; altres estan realment ambientades a Àfrica o tenen personatges africans.
L'estil de Resnick és conegut per la inclusió de l'humor; probablement va vendre més històries d'humor que qualsevol altre autor de ciència-ficció, excepte Robert Sheckley, i fins i tot les seves històries més sòrdides i serioses tenen freqüents esclats d'humor. A Resnick li va agradar col·laborar, sobretot en relats breus. El 2014 havia col·laborat amb 52 escriptors diferents en contes, amb tres en guions i amb tres en novel·les. Recentment havia començat a escriure i vendre una sèrie de novel·les de misteri amb la detectiu Eli Paxton.
La seva obra ha estat traduïda al francès, italià, alemany, espanyol, japonès, coreà, búlgar, hongarès, hebreu, rus, letó, lituà, polonès, txec, holandès, llatí, suec, romanès, finès, portuguès, eslovac, xinès, català, danès i croat.

## Premis i nominacions
Resnick va guanyar cinc premis Hugo (amb 37 nominacions) i va guanyar nombrosos altres premis de llocs tan diversos com França, Japó, Espanya, Croàcia i Polònia. Va estar en el primer lloc a la llista Locus de guanyadors de tots els temps, vius o morts, per a relats curts, i el quart lloc a la llista Locus dels guanyadors de tots els temps de ciència-ficció en totes les categories de ficció.